# Aerzen
Aerzen é um município da Alemanha localizado no distrito de Hamelin-Pyrmont, estado de Baixa Saxônia.